# Шкрабак Павло Ананійович
Шкрабак Павло Ананійович (нар.23 липня 1941) — український політичний та громадський діяч.

## Життєпис
Народився 23.07.1941 року в с. Слюсарево Савранського району Одеської області.
В 1958 році закінчив середню школу. В 1960 році був призваний до лав Радянської Армії.
Після служби вступив до Одеського сільськогосподарського інституту, який закінчив в 1968 році. Після інституту вся трудова діяльність була пов'язана з Баштанським районом. Спочатку Павло Ананійович обіймав посаду головного агронома, потім працював головою колгоспу «Заповіти Ілліча».
З 1976 по 1980 роки — начальник управління сільського господарства. Далі директором радгоспу «Добра Криниця», а з 1982 по 1994 рік Павло Ананійович працював директором міжколгоспного садівничого господарства «Зоря Інгулу».
В 1994 році був обраний депутатом Верховної Ради ІІ скликання.
Зараз на пенсії, проживає в м. Києві.

## Нагороди та відзнаки
- Орден Трудового Червоного Прапора (1973)
- почесне звання «Почесний громадянин міста Баштанка» (рішення від 13 вересня 2012 року № 1)